# Jacob Corsono
Jacob Corsono (ou Jacob ben Isaac al-Corsono ou Carsi, aussi connu sous les noms de Abu Ishaq Ya'qub ibn Ishaq ibn Ya'qub ou Ibn al-Qursunuh), était un astronome espagnol du XIVe siècle sous le roi Pierre IV d'Aragon.
Il fut chargé par le roi Pierre IV d'Aragon de traduire du catalan à l'hébreu les tables astronomiques connues sous le nom de Tables de Don Pedro  qui, sur ordre de Don Pedro, avaient été commencées par Maestre Piero Gilebert et terminées par l'élève de Gilebert, Dalmacio de Planis. 